# Kanton Sainte-Marie-aux-Mines
Der Kanton Sainte-Marie-aux-Mines ist seit 1793 eine Untergliederung im Colmar-Ribeauvillé im Département Haut-Rhin in der Region Grand Est in Frankreich.

## Name
Mines heißt auf Deutsch „Minen“ oder „Gruben“. Das zentrale Gebiet des Kantons ist identisch mit dem Val d’Argent, dem „Silbertal“.

## Geschichte
Der Kanton Sainte-Marie-aux-Mines entstand 1793 bei der Neugliederung Frankreichs. Von 1871 bis 1919 lag er im Kreis Rappoltsweiler und trug den Namen Markirch. Bis 2015 gehörten fünf Gemeinden zum Kanton. Am 22. März 2015 wurde der Kanton völlig umstrukturiert. Zu den bisherigen 5 Gemeinden kamen 25 weitere Gemeinden aus anderen Kantonen. Diese 25 Gemeinden gehörten bis 2015 zu den Kantonen Ribeauvillé (alle 10 Gemeinden), Kaysersberg (10 der 12 Gemeinden des Kantons) und Lapoutroie (alle 5 Gemeinden).

## Geografie
Der Kanton Sainte-Marie-aux-Mines grenzt im Norden und Nordosten an das Département Bas-Rhin, im Südosten an die Kantone Colmar-2 und Colmar-1, im Süden an den Kanton Wintzenheim sowie im Westen an das Département Vosges.

## Sprache
Die Ortschaften des ehemaligen Kantons Lapoutroie und drei der fünf Gemeinden des alten Kantons Sainte-Marie-aux-Mines waren stets eine frankophone Sprachinsel inmitten des Elsass. Beim vom Aussterben bedrohten Welche (dt. Welsch) oder Vosgien handelt es sich um einen galloromanischen Unterdialekt des Lorrain aus der Gruppe der Langues d’oïl, der u. a. eng mit dem Wallonischen verwandt ist. In den anderen Gemeinden spricht man traditionellerweise Elsässisch.

## Gemeinden
Der Kanton besteht aus 28 Gemeinden mit insgesamt 43.309 Einwohnern (Stand: 1. Januar 2022) auf einer Gesamtfläche von 450,93 km²:
| Gemeinde                      | Elsässisch/Patois         | Deutsch                 | Einwohner (2022) | Fläche (km²) | Code postal  | Code Insee |
| ----------------------------- | ------------------------- | ----------------------- | ---------------- | ------------ | ------------ | ---------- |
| Ammerschwihr                  | Ammerschwihr              | Ammerschweier           | 1.594            | 19,66        | 68770        | 68005      |
| Aubure                        | Altwihr                   | Altweier                | 357              | 4,90         | 68150        | 68014      |
| Beblenheim                    | Bawle                     | Bebelnheim              | 931              | 5,61         | 68980        | 68023      |
| Bennwihr                      | Bànnwihr                  | Bennweier               | 1.335            | 6,59         | 68126, 68630 | 68026      |
| Bergheim                      | Barige                    | Bergheim                | 2.061            | 19,16        | 68750        | 68028      |
| Fréland                       | Ürbach Frâlât             | Urbach bei Kaysersberg  | 1.297            | 19,74        | 68240        | 68097      |
| Guémar                        | Geemàr                    | Gemar                   | 1.464            | 18,22        | 68970        | 68113      |
| Hunawihr                      | Hunewihr                  | Hunaweier               | 549              | 4,81         | 68150        | 68147      |
| Illhaeusern                   | Ìllhìsre                  | Illhäusern              | 719              | 10,46        | 68970        | 68153      |
| Katzenthal                    | Kàtzedàl                  | Katzenthal              | 517              | 3,50         | 68230        | 68161      |
| Kaysersberg Vignoble          | Kaiserschbàrig(-Vignoble) | Kaysersberg-Vignoble    | 4.391            | 35,45        | 68240        | 68162      |
| Labaroche                     | Barosch Labarotche        | Zell                    | 2.174            | 13,44        | 68910        | 68173      |
| Lapoutroie                    | Schnierlach Lè Peutraille | Schnierlach             | 1.872            | 21,12        | 68650        | 68175      |
| Le Bonhomme                   | Bonom Lo Bonam            | Diedolshausen           | 753              | 21,98        | 68650        | 68044      |
| Lièpvre                       | Laweröi Co Lieuf          | Leberau                 | 1.647            | 12,55        | 68660        | 68185      |
| Mittelwihr                    | Mìttelwihr                | Mittelweier             | 849              | 2,42         | 68630        | 68209      |
| Orbey                         | Urwes Orbey               | Urbeis                  | 3.445            | 46,02        | 68370        | 68249      |
| Ostheim                       | Ostheim                   | Ostheim                 | 1.654            | 8,16         | 68150        | 68252      |
| Ribeauvillé                   | Ràppschwihr               | Rappoltsweiler          | 4.723            | 32,21        | 68150        | 68269      |
| Riquewihr                     | Richewihr                 | Reichenweier            | 1.004            | 17,04        | 68340        | 68277      |
| Rodern                        | Rodre                     | Rodern                  | 396              | 7,05         | 68590        | 68280      |
| Rombach-le-Franc              | Rumbàch Robé              | Rumbach                 | 785              | 17,87        | 68660        | 68283      |
| Rorschwihr                    | Rorschwihr                | Rorschweier             | 366              | 2,47         | 68590        | 68285      |
| Sainte-Croix-aux-Mines        | Sànkriz                   | Sankt Kreuz im Lebertal | 1.756            | 27,85        | 68160        | 68294      |
| Sainte-Marie-aux-Mines        | Màrkirich                 | Markirch                | 4.945            | 45,23        | 68160        | 68298      |
| Saint-Hippolyte               | Sampìlt                   | Sankt Pilt              | 945              | 17,86        | 68590        | 68296      |
| Thannenkirch                  | Dànnekìrich               | Thannenkirch            | 457              | 4,60         | 68590        | 68335      |
| Zellenberg                    | Zallebari                 | Zellenberg              | 323              | 4,96         | 68340        | 68383      |
| Kanton Sainte-Marie-aux-Mines | Màrkirich                 | Markirch                | 43.309           | 450,93       | -            | 6815       |

Bis zur landesweiten Neuordnung der französischen Kantone im März 2015 gehörten zum Kanton Sainte-Marie-aux-Mines die fünf Gemeinden Aubure, Lièpvre, Rombach-le-Franc, Sainte-Croix-aux-Mines und Sainte-Marie-aux-Mines. Sein Zuschnitt entsprach einer Fläche von 108,40 km2. Er besaß vor 2015 einen anderen INSEE-Code als heute, nämlich 6823.

## Veränderungen im Gemeindebestand seit der landesweiten Neuordnung der Kantone
2016: Fusion Kaysersberg, Kientzheim und Sigolsheim → Kaysersberg Vignoble

## Politik
Im 1. Wahlgang am 22. März 2015 erreichte keines der drei Wahlpaare die absolute Mehrheit. Bei der Stichwahl am 29. März 2015 gewann das Gespann Pierre Bihl/Émilie Helderlé (beide Union de la Droite|UD) gegen Jean-François Abraham/Jacqueline Marie (beide FN) und Nadège Florentz/Henri Stoll (beide DVG) mit einem Stimmenanteil von 44,87 % (Wahlbeteiligung:51,29 %).
Seit 1945 hatte der Kanton folgende Abgeordnete im Rat des Départements:
| Vertreter im conseil général des Départements | Vertreter im conseil général des Départements | Vertreter im conseil général des Départements             |
| Amtszeit                                      | Name                                          | Partei                                                    |
| --------------------------------------------- | --------------------------------------------- | --------------------------------------------------------- |
| 1945–1949                                     | Georges Balland                               | MRP                                                       |
| 1949–1955                                     | Auguste Schmitt                               | RPF, danach Républicains sociaux                          |
| 1955–1961                                     | Louis Marchal                                 | SFIO, danach Union pour la défense de la République (UDR) |
| 1961–1998                                     | Guy Naudo                                     | Républicains indépendants, danach UDF-Parti républicain   |
| 1998–1999                                     | Raymond Hestin                                | DVD                                                       |
| 1999–2004                                     | Jacques Loëss                                 | PRG                                                       |
| 2004–2015                                     | Christian Chaton                              | Alsace d’abord, danach UMP                                |
| 2015–                                         | Pierre Bihl Émilie Helderlé                   | Union de la Droite                                        |